# Sikorsky S-76
Le Sikorsky S-76 Spirit est un hélicoptère à usage commercial, produit par le constructeur américain Sikorsky Aircraft Corporation. C'est un appareil polyvalent de taille moyenne. Il est équipé d'un rotor de sustentation et d'un rotor anticouple, chacun doté de quatre pales, et d'un train d'atterrissage rétractable.

## Développement
Sikorsky a commencé à le développer dans le milieu des années 1970 ; il était destiné à satisfaire les besoins des entreprises qui cherchaient un hélicoptère d'affaire moyen, ainsi que des entreprises de forages pétrolier en mer. Dans le même temps, Sikorsky développait le S-70 (civil) et le UH-60 Black Hawk (militaire) qui servirent de base pour le S-74 (plus tard rebaptisé S-76 Spirit en l'honneur du bicentenaire des États-Unis). Capable de transporter deux pilotes et douze passagers, il était au départ équipé de deux turbines Allison 250 C30 de 478 kW chacune. Le premier prototype achève un vol d'essai le 13 mars 1977.
Le S-76A fut la première version produite. Un appareil spécialement conçu avec des moteurs plus puissants enregistra douze records du monde en 1982. Utilisés par plusieurs compagnies aériennes nord-américaines sur des services réguliers, plus de 500 S-76 ont été livrés à diverses compagnies jusqu'en 2001.
Fort de ses succès, différentes versions furent  développées par Sikorsky et la production du S-76C débuta en décembre 2005. Équipé de moteurs Turboméca Arriel 2S1 et de diverses technologies, cette version se distinguait par une importante réduction du bruit, des vibrations et un confort intérieur améliorés. Le rotor principal fut alors fabriqué en matériaux composites. Le modèle était déjà vendu à 92 exemplaires en janvier 2006.
En 2009, une nouvelle version; le S-76D, propulsée par deux moteurs Pratt & Whitney Canada PW210S de 1 050 chevaux, et dotée de la suite avionique TopDeck (Thales Avionics) effectua son premier vol le 7 février, suivi par la certification et la mise en production en 2010. Elle bénéficie de modifications importantes lui permettant de maintenir un régime de croisière économique en carburant en vol mais avec un régime plus élevé au décollage et à l'atterrissage.
Début 2019, elle est assemblée dans une usine de Coatesville (Pennsylvanie) mais ce site doit fermer fin 2019 et l'assemblage est transféré sur un site d'Owego dans l'État de New York.

## Variantes civiles

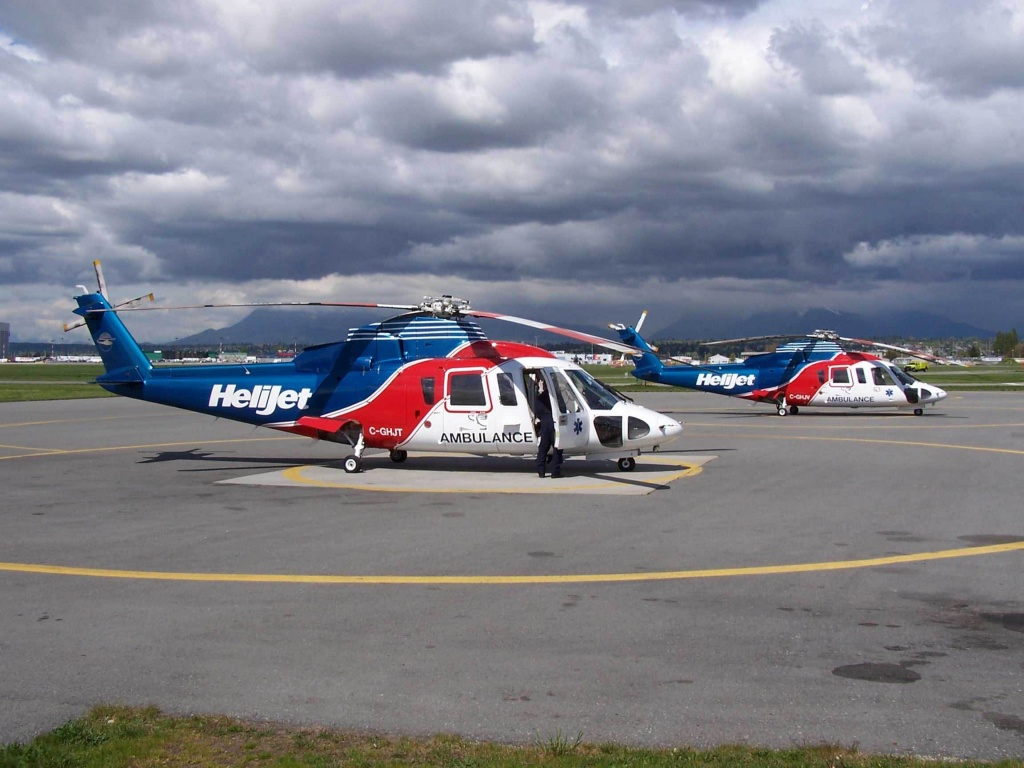
Hélicoptère médical S-76 en Colombie-Britannique.

- S-76A : version originale produite à 284 exemplaires
- Utility S-76A : version utilitaire de transport, équipée de portes coulissantes et d'un plancher renforcé
- S-76A + : S-76 invendues équipées de deux moteurs Arriel Turbomeca 1S. 17 construites
- S-76A + + : S-76 équipée de deux moteurs Arriel 1S1 Turbomeca
- S-76A Mk II : version de transport améliorée pour tous les temps, équipée de moteurs plus puissants
- S-76B : Alimentée par deux moteurs Pratt & Whitney Canada PT6B-36A ou turbomoteurs PT6B-36B. 101 construits
- S-76C : Alimentée par deux Turboméca Arriel 1S1. 43 construits
- S-76C + : version améliorée, équipée de moteurs Arriel 2S1 améliorés. 35 fabriqués
- S-76C + + : version améliorée, équipée de moteurs Turbomeca Arriel 2S2
- S-76D : version proposée, encore en développement. Certifiée par la FAA le 12 octobre 2012.

## Opérateurs civils
Le S-76 est utilisé partout dans le monde par différentes compagnies aériennes, entreprises, hôpitaux et opérateurs publics.

## Variantes militaires
- AUH-76 : version armée de transport, développée à partir du S-76 Mk. II
- H-76B : version militaire du S-76B
- H-76N : version navale prévue en 1984, abandonnée

## Opérateurs militaires
- Australie Forces aériennes de la marine australienne : 15 S-76B-2 Seahawk en mars 2016[5].
- Espagne 8 hélicoptères en dotation.
- Thaïlande Marine royale thaïlandaise. : 6 hélicoptères acquis en 1994[6].

## Dans la culture populaire
Un Sikorsky S-76 modifié apparaît deux fois dans la série Supercopter. Une première fois dans l’épisode HX1 (saison 2, épisode 8) en tant que le super hélicoptère HX1, rival de Supercopter. La deuxième fois dans l’épisode L’Éclaireur (saison 3, épisode 3), comme hélicoptère surarmé non nommé. Aucun lien n’est fait avec le HX1 dans cet épisode, il s’agit juste de la réutilisation du même appareil.
il apparaît également dans le film Thomas Crown de 1999 en vol au-dessus de Central Park ( New York ) et identifié sous son nom de modèle  par un policier dans une des premières scène.

## Accidents
- Le 17 juillet 2002, le S-76A G-BJVX, exploité par Bristow Helicopters, s'est écrasé en Mer du Nord en raison de la défaillance d'une pale du rotor principal. L'opérateur a temporairement interrompu tous les vols d'hélicoptères au-dessus de la Mer du Nord jusqu'à la reprise des opérations le 3 septembre 2002.
- Le 10 août 2005, un Sikorsky S-76C+ assurant le vol 103 de Copterline s'est écrasé dans la baie de Tallinn, dans le golfe de Finlande. La cause de l'accident est une défaillance du système de commande de vol hydraulique.
- Le 31 mai 2013, un avion-ambulance S-76A, exploité par Orange, s'est écrasé près de l'aéroport de Moosonee, au Canada. La cause de l'accident est une formation inadéquate des pilotes pour les opérations de nuit.
- Le 10 mars 2017, le S-76C++ TC-HEZ, exploité par Swan Aviation, s'est écrasé lors d'un vol charter privé à Istanbul, en Turquie. La cause de l'accident est inconnue, mais les conditions de visibilité étaient mauvaises à ce moment-là.
- Le 26 janvier 2020, le S-76B N72EX s'est écrasé à Calabasas, en Californie, tuant les neuf occupants, dont le basketteur professionnel à la retraite Kobe Bryant et sa fille Gianna.
- Le 24 septembre 2024, le S-76C+ 5N-BQG, exploité par East Wind Aviation et affrété par la Nigerian National Petroleum Corporation s'écrase au lors de Port Harcourt dans le Golfe de Guinée alors qu'il se dirigeait vers une unité flottante de production, de stockage et de déchargement. Les huit personnes à bord sont mortes[7].